# 비키니섬 이야기
"비키니섬 이야기"는 한국에서 제작된 김유민 감독의 1992년 영화이다. 박준규 등이 주연으로 출연하였고 손영호 등이 제작에 참여하였다.

## 출연

### 주연
- 박준규
- 김아령

## 기타
- 녹음: 소원종